# Curcuma mutabilis
Curcuma mutabilis är en enhjärtbladig växtart som beskrevs av Škornick., M.Sabu och Prasanthk. Curcuma mutabilis ingår i släktet Curcuma och familjen Zingiberaceae. Inga underarter finns listade i Catalogue of Life.